# Хайнцер, Макс
Макс Хайнцер (нем. Max Heinzer, р.7 августа 1987) — швейцарский фехтовальщик-шпажист, чемпион мира и Европы, призёр чемпионатов мира.

## Биография
Родился в 1987 году в Люцерне. В 2009 году стал серебряным призёром чемпионата Европы. В 2011 году завоевал бронзовые медали чемпионатов Европы и мира. В 2012 году стал бронзовым призёром чемпионата Европы, а на Олимпийских играх в Лондоне занял 12-е место в личном первенстве. В 2013 году стал чемпионом Европы. В 2014 году завоевал золотую и бронзовую медали чемпионата Европы, и бронзовую медаль чемпионата мира. В 2015 году завоевал серебряную и бронзовую медали чемпионата Европы, и бронзовую медаль чемпионата мира.